# Циммерман, Беттина
Беттина Циммерман (нем. Bettina Zimmermann; род. 31 марта 1975 года, Гросбургведель под Ганновером) — немецкая актриса кино и телевидения.

## Биография
Беттина обучалась актёрскому мастерству в Гамбурге, параллельно работая моделью. После съёмок в рекламных роликах, в 1998 году она получила приглашение в фильм «Дурачества», вышедший на экраны в 2000 году. В 2001 появилась в ленте «Тариф на лунный свет».
Циммерман стала появляться как в программах частных телеканалов Sat.1 и RTL, так и на общественно-правовом канале ЦДФ. Она снималась и в крупных телевизионных постановках (например, в роли Анжелики в историческом фильме «Неукротимое сердце»), и в детских телепрограммах. Без особого успеха Беттина параллельно снималась в немецком кино; самым известным фильмом с её участием стала кинокомедия «Телохранители против сил тьмы» (2002).
В 2009 году Беттина снялась в немецком телефильме «Роковые дни в Бангкоке» (Schicksalstage in Bangkok), в котором сыграла роль Джун ван Дриль — живущей в Таиланде любовницы немецкого архитектора по имени Георг, жена которого (Виктория) приезжает из Германии в Бангкок для расследования причины его смерти. В том же году снялась в телефильме Йорга Людорфа «2030 — Восстание молодых немцев» (2030 — Aufstand der Jungen), где играла Лену Бах — журналистку, расследующую смерть участника документального фильма.

## Личная жизнь
С 2002 по 2005 год Циммерман встречалась с комиком Эрканом Мария Мусляйтерном, с которым познакомилась на съёмках «Телохранителей». С 2005 года она жила с актёром Оливером Бербеном. В феврале 2014 года на Берлинале актриса объявила о своём новом друге, немецком актёре Кае Визингере. Первый ребенок у пары родился в конце декабря 2015 года.